# Kneške Ravne
Kneške Ravne – wieś w Słowenii, w gminie Tolmin. W 2018 roku liczyła 5 mieszkańców.